# 小春の春
『小春の春』（こはるのはる）は、1989年3月6日～4月7日にTBS「花王 愛の劇場」枠にて放送されていた日本のテレビドラマ。主演は片平なぎさ。

## キャスト
- 片平なぎさ
- 財津一郎
- 大門正明
- 中島唱子
- 藤原理恵
- 冨家規政
- 石倉三郎
- でんでん
- 石井富子（現・石井トミコ）
- 佐渡稔
- 河合宏
- 須永慶
- 上村依子
- 伍代参平

## スタッフ
- 演出 - 小野鉄二郎
- プロデューサー - 小野鉄二郎、久世光彦、浜井誠
- 脚本 - 水谷龍二
- 制作 - TBS、KANOX

## 主題歌
- 「ラストデイト」

作詞：なかにし礼／作曲：三木たかし／編曲：川口真／歌：財津一郎・片平なぎさ